# Whitehead-Vermutung
Die Whitehead-Vermutung ist ein noch offenes Problem im mathematischen Teilgebiet der Algebraischen Topologie. Sie ist benannt nach John Henry Constantine Whitehead, der sie im Jahr 1941 formuliert hat.

## Formulierung
Die Whitehead-Vermutung besagt, dass jeder zusammenhängende Unterkomplex eines zweidimensionalen asphärischen CW-Komplexes ebenfalls asphärisch ist. Eine Gruppenpräsentation {\displaystyle \langle S|R\rangle } wird asphärisch genannt, wenn der zugehörige CW-Komplex {\displaystyle K(\langle S|R\rangle )} asphärisch ist oder äquivalent {\displaystyle \pi _{2}K(\langle S|R\rangle )} trivial ist. Dadurch ist die Whitehead-Vermutung äquivalent zur Aussage, dass jede Unterpräsentation einer asphärischen Präsentation selbst asphärisch ist.

## Fortschritte
Mladen Bestvina und Noel Brady haben im Jahr 1997 eine Gruppe konstruiert, sodass diese entweder ein Gegenbeispiel zur Eilenberg-Ganea-Vermutung ist oder ein Gegenbeispiel zur Whitehead-Vermutung existiert. Beide können daher nicht zugleich wahr sein.